# MediaTek
MediaTek Inc. — тайваньская полупроводниковая бесфабричная компания, занимающаяся разработкой компонентов для отрасли связи, оптических систем хранения данных (DVD и тп.), GPS, HDTV.
Наряду с Qualcomm является одним из крупнейших поставщиков систем на кристалле для смартфонов (в третьем квартале 2020 года вышла на первое место с долей на мировом рынке 31 %).
Штаб-квартира расположена в Индустриальном и научном парке Синьчжу (Тайвань); подразделения имеются в Китае, Дании, ОАЭ, Индии, Японии, Южной Корее, Сингапуре, Великобритании, США и Швеции.
Компания имеет тесные связи с тайваньским контрактным производителем TSMC.

## История
Изначально MediaTek была подразделением United Microelectronics Corporation (UMC, один из тайваньских производителей микросхем) и разрабатывала чипы для домашних развлекательных продуктов.
28 мая 1997 года была выведена из состава UMC.
23 июля 2001 года вышла на Тайваньскую фондовую биржу под номером «2454».
В 2004 году было создано подразделение по разработке чипсетов для мобильных телефонов, вскоре это направление стало основным для компании. Чипы, разработанные MediaTek, применялись в 700 млн мобильных телефонах 1500 различных моделей, проданных за 2014 год.
По отчёту IC Insights' McClean Report за май 2009 года, MediaTek стала одной из 20 крупнейших полупроводниковых компаний в мире (по объёму продаж).
В 2011 году компания MediaTek поглотила Ralink Technology Corporation, специализировавшейся на производстве оборудования для проводных и беспроводных локальных сетей. В следующем году была куплена шведская компания Coresonic.
22 июня 2012 года было объявлено о начале поглощения компании Mstar Semiconductor, Inc. Сделка была отложена из-за нарушения антимонопольного законодательства Китая и Южной Кореи и завершена только 1 февраля 2014 года.
По результатам 2013 года MediaTek была 4-м крупнейшим разработчиком микросхем в мире (объём продаж 4,59 млрд долл.), а MStar — 13-м (1,14 млрд $).
В 2020 году MediaTek стала лидером на рынке мобильных чипов, обогнав Qualcomm: её доля составила 27,2 % (против 17,2 % в 2019 году), а поставки в штучном выражении достигли 351,8 млн единиц (238,0 млн в 2019 году).
По итогам 2021 года компания может занять первое место в списке ведущих поставщиков процессоров для смартфонов (укреплению позиций MediaTek может способствовать общий дефицит полупроводниковой продукции), в январе-феврале продажи компании уже выросли на 78 %; столь значительное увеличение отгрузок объясняется восстановлением рынка после удара коронавируса, а также стремительным развитием сегмента 5G.

MediaTek продолжает активно развивать семейство чипов Dimensity для устройств с поддержкой мобильной связи пятого поколения (5G); так, в 2022 г. был создан 4-нм процессор Dimensity 9200 с суперсовременным восьмиядерным ядром Cortex X3, модулем Wi-Fi 7 и видеоускорителем Immortalis-G715 с технологией трассировки лучей (всего этого нет ни в одном другом подобном процессоре в мире).

## Деятельность

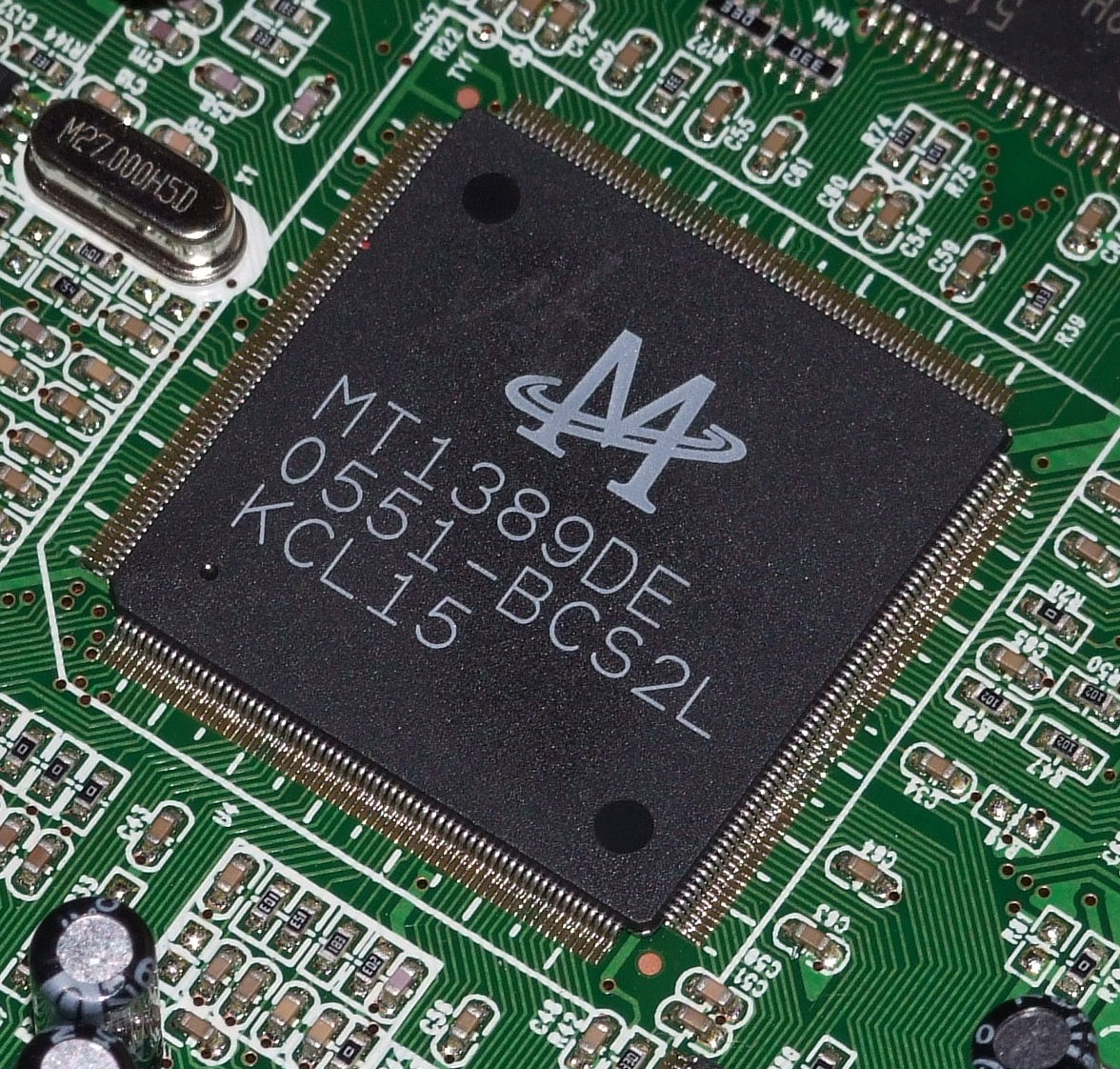
MediaTek MT1389, чипсет для DVD-проигрывателей

MediaTek является крупнейшим тайваньским проектировщиком микроэлектронных чипов для беспроводной связи и цифровых мультимедиа-устройств.
Разрабатывает системы на кристалле для устройств связи, цифрового телевидения, HDTV, DVD, GPS, Blu-ray.
MediaTek стала четвёртой среди крупнейших бесфабричных компаний, разрабатывающих микросхемы, в мире (первые три — Qualcomm, Broadcom, AMD)
и второй — среди компаний — разработчиков чипсетов[уточнить] для мобильных телефонов (после Qualcomm).
MediaTek — крупнейший производитель мобильных процессоров в мире (по итогам II квартала 2022 г. доля рынка компании составила 39 % против 29 % у Qualcomm и 14 % у Apple; статистика Counterpoint Research).
MediaTek является крупнейшим поставщиком чипов для китайских смартфонов (более половины рынка, на начало 2021 г.).
25 июля 2022 года Intel и MediaTek объявили о стратегическом партнерстве по производству чипов. MediaTek планирует на технологических мощностях Intel Foundry Services производство чипов для различных интеллектуальных периферийных устройств. Принятое решение передать часть заказов на производство процессоров американским компаниям Intel и GlobalFoundries относится к заказам на выпуск не самых передовых микросхем для роутеров и смарт-ТВ, тогда как топовые чипы для неё продолжит выпускать тайваньская TSMC. Цель такой диверсификации — в снижении зависимости от Тайваня, полупроводниковое производство которого может пострадать от продолжающейся торговой войны между США и Китаем.
В апреле 2023 года MediaTek анонсировала новую для себя категорию чипсетов — Dimensity Auto для «умных» автомобилей.
В августе 2023 года компания объявила о сотрудничестве с Meta в области внедрения ИИ в процессоры для мобильных устройств.

## Продукция

### MT62XX
Процессоры данной серии выпускались для сотовых телефонов с 2003 по 2014 год.
| Название | CPU (ISA)    | fab | CPU               | Кеш CPU                                   | GPU     | Технология памяти                       | Беспроводные технологии                     | Анонс |
| -------- | ------------ | --- | ----------------- | ----------------------------------------- | ------- | --------------------------------------- | ------------------------------------------- | ----- |
| MT6205   | ARM7 (ARMv5) |     |                   |                                           |         |                                         | GSM                                         | 2003  |
| MT6216   | ARM7 (ARMv5) |     |                   |                                           | Нет GPU |                                         | GSM/GPRS Class 12 MODEM                     |       |
| MT6217   | ARM7 (ARMv5) |     |                   |                                           | Нет GPU |                                         | GSM/GPRS Class 12 MODEM                     | 2005  |
| MT6218B  | ARM7 (ARMv5) |     | Вплоть до 52 МГц  | 16 KB Instruction-Cache, 16 KB Data-Cache | Нет GPU | 8-битная или 16-битная вплоть до 64 МБ  | GSM/GPRS Class 12 MODEM                     | 2003  |
| MT6219   | ARM7 (ARMv5) |     | Вплоть до 52 МГц  | 16 KB Instruction-Cache, 16 KB Data-Cache | Нет GPU | 8-битная или 16-битная вплоть до 64 МБ  | GSM/GPRS Class 12 MODEM                     | 2003  |
| MT6223   | ARM7 (ARMv5) |     | Вплоть до 52 МГц  | 16 KB Instruction-Cache, 16 KB Data-Cache | Нет GPU | 8-битная или 16-битная вплоть до 64 МБ  | GSM/GPRS Class 12 MODEM                     | 2003  |
| MT6225   | ARM7 (ARMv5) |     |                   |                                           | Нет GPU |                                         | GSM/GPRS Class 12 MODEM                     | 2006  |
| MT6226   | ARM7 (ARMv5) |     | Вплоть до 52 МГц  | 16 KB Instruction-Cache, 16 KB Data-Cache | Нет GPU | 8-битная или 16-битная вплоть до 64 МБ  | GSM/GPRS Class 12 MODEM                     | 2003  |
| MT6227   | ARM7 (ARMv5) |     | Вплоть до 52 МГц  | 16 KB Instruction-Cache, 16 KB Data-Cache | Нет GPU | 8-битная или 16-битная вплоть до 64 МБ  | GSM/GPRS Class 12 MODEM                     | 2003  |
| MT6228   | ARM7 (ARMv5) |     | Вплоть до 52 МГц  | 16 KB Instruction-Cache, 16 KB Data-Cache | Нет GPU | 8-битная или 16-битная вплоть до 64 МБ  | GSM/GPRS Class 12 MODEM                     | 2003  |
| MT6229   | ARM7 (ARMv5) |     | Вплоть до 52 МГц  | 16 KB Instruction-Cache, 16 KB Data-Cache | Нет GPU | 8-битная или 16-битная вплоть до 64 МБ  | GSM/GPRS Class 12 MODEM                     | 2003  |
| MT6230   | ARM7 (ARMv5) |     | Вплоть до 52 МГц  | 16 KB Instruction-Cache, 16 KB Data-Cache | Нет GPU | 8-битная или 16-битная вплоть до 64 МБ  | GSM/GPRS Class 12 MODEM                     | 2003  |
| MT6235   | ARM9 (ARMv5) |     | Вплоть до 208 МГц |                                           | Нет GPU | 8-битная или 16-битная вплоть до 128 МБ | GSM/GPRS/EDGE, Bluetooth                    | 2007  |
| MT6236   | ARM9 (ARMv5) |     | Вплоть до 208 МГц |                                           | Нет GPU | 8-битная или 16-битная вплоть до 128 МБ | GSM/GPRS/EDGE, Bluetooth                    | 2007  |
| MT6250   | ARM9 (ARMv5) |     | Вплоть до 260 МГц |                                           | Нет GPU |                                         | GSM/GPRS/EDGE, Bluetooth                    | 2012  |
| MT6252   | ARM9 (ARMv5) |     | Вплоть до 104 МГц |                                           | Нет GPU |                                         | GSM/GPRS/EDGE, Bluetooth                    | 2011  |
| MT6253   | ARM9 (ARMv5) |     | Вплоть до 104 МГц |                                           | Нет GPU |                                         | GSM/GPRS/EDGE, Bluetooth                    | 2009  |
| MT6255   | ARM9 (ARMv5) |     |                   |                                           | Нет GPU |                                         | GSM/GPRS/EDGE, Bluetooth                    |       |
| MT6260   | ARM7 (ARMv6) |     | Вплоть до 364 МГц |                                           | Нет GPU |                                         | GSM/GPRS/EDGE/FM, Class 12 MODEM, Bluetooth | 2013  |
| MT6261   | ARM7 (ARMv6) |     | Вплоть до 260 МГц |                                           | Нет GPU |                                         | GSM/GPRS/EDGE/FM, Class 12 MODEM, Bluetooth | 2014  |

### MT65XX — 32-битные чипсеты для смартфонов
Процессоры MediaTek позволили создать смартфоны в низком ценовом диапазоне, имеющие хорошую производительность. Компания не просто производит средние по производительности и доступные чипсеты для смартфонов, но также сама совершает инновации в данной области: так, в 2013 году MT6592 становится первым 8-ядерным мобильным чипсетом, а в 2015 году был представлен первый мобильный 10-ядерный чипсет MediaTek Helio X20 (MT6797).
| Название               | Тех. процесс | Набор инструкций | Кол-во ядер, архитектура ARM, частота              | GPU                               | GFlops | Периферия | Анонс |
| ---------------------- | ------------ | ---------------- | -------------------------------------------------- | --------------------------------- | ------ | --- | ----- |
| MT6513 (MT6573 без 3G) | 65 нм        | ARMv6            | 1 ядро ARM11 650 МГц (ARMv6)                       | PowerVR SGX 531                   | 2,25   | Камера 3 Мп, видео 848x480, дисплей 848x480, GPS, 2 SIM                                                                              | 2011  |
| MT6515 (MT6575 без 3G) | 40 нм        | ARMv7            | 1 ядро Cortex-A9 1 ГГц (ARMv7)                     | PowerVR SGX 531                   | 4,2    | Камера 8 Мп, видео 720p, дисплей 960x540                                                                                             | 2012  |
| MT6516                 | 65 нм        | ARMv5            | 1 ядро ARM9 416 МГц (ARMv5)                        | CEVA DSP 312 МГц                  |        | Камера 2 Мп, 2 SIM, дисплей до 800x480                                                                                               | 2009  |
| MT6517 (MT6577 без 3G) | 40 нм        | ARMv7            | 2 ядра Cortex-A9 1,0 ГГц                           | PowerVR SGX 531 МГц               | 4,2    | Камера 8 Мп, видео 720p, дисплей 1280x720, 802.11n Wi-Fi, BT 4.0, GPS, FM                                                            | 2012  |
| MT6572                 | 28 нм        | ARMv7            | 2 ядра Cortex-A7 1,2 ГГц                           | Mali-400MP1 500 МГц               | 4,5    | Камера 5 Мп, видео 720p, дисплей 960x540, 802.11n Wi-Fi, BT 4.0, GPS, FM, HSPA, TDSCDMA                                              | 2013  |
| MT6573                 | 65 нм        | ARMv6            | 1 ядро ARM11 650 МГц                               | PowerVR SGX 531 281 МГц           | 2,25   | Камера 3 Мп, видео 848x480, дисплей 848x480, HSPA, 2SIM, 3G, GPS                                                                     | 2010  |
| MT6575                 | 40 нм        | ARMv7            | 1 ядро Cortex-A9 1 ГГц                             | PowerVR SGX 531 281 МГц           | 4,2    | Камера 8 Мп, видео 720p, дисплей 960x540, GPS                                                                                        | 2011  |
| MT6577                 | 40 нм        | ARMv7            | 2 ядра Cortex-A9 1 ГГц                             | PowerVR SGX 531 281 МГц           | 4,2    | Камера 8 Мп, видео 720p, дисплей 1280x720, 802.11n Wi-Fi, BT 4.0, GPS, FM, HSPA                                                      | 2012  |
| MT6577T                | 40 нм        | ARMv7            | 2 ядра Cortex-A9 1,2 ГГц                           | PowerVR SGX 531 Ultra             | 4,2    | Камера 8 Мп, видео 720p, дисплей 1280x720, 802.11n Wi-Fi, BT 4.0, GPS, FM, HSPA, HSDPA                                               | 2012  |
| MT6589                 | 28 нм        | ARM v7           | 4 ядра Cortex-A7 1,2 ГГц                           | PowerVR SGX 544 286 МГц           | 9,2    | Камера 13 Мп, видео 1080p, дисплей 1080p, 802.11n Wi-Fi, BT 4.0, GPS, FM, HSPA, TDSCDMA                                              | 2013  |
| MT6589T                | 28 нм        | ARMv7            | 4 ядра Cortex-A7 1,5 ГГц                           | PowerVR SGX 544 357 МГц           | 11,4   | Камера 13 Мп, видео 1080p, дисплей 1080p, 802.11n Wi-Fi, BT 4.0, GPS, FM, HSPA, TDSCDMA                                              | 2013  |
| MT6589M                | 28 нм        | ARMv7            | 4 ядра Cortex-A7 1,2 ГГц                           | PowerVR SGX 544 156 МГц           | 5      | Камера 8 Мп, видео 720p, дисплей 960x540, 802.11n Wi-Fi, BT 4.0, GPS, FM, HSPA, TDSCDMA                                              | 2013  |
| MT6582                 | 28 нм        | ARMv7            | 4 ядра Cortex-A7 1,3 ГГц                           | Mali-400MP2 400 МГц               | 9,0    | Камера 13 Мп, видео 1080p, дисплей 720p, 802.11n Wi-Fi, BT 4.0, GPS, GLONASS, FM, HSPA, TDSCDMA                                      | 2013  |
| MT6582M                | 28 нм        | ARMv7            | 4 ядра Cortex-A7 1,3 ГГц                           | Mali-400MP2 400 МГц               | 14,5   | Камера 5 Мп, дисплей 540 x 960, 802.11n Wi-Fi, BT 4.0, GPS, GLONASS, FM, HSPA, TDSCDMA                                               | 2013  |
| MT6580 (6582+ модем)   | 28 нм        | ARMv7            | 4 ядра Cortex-A7 1,3 ГГц                           | Mali-400MP 400 МГц                | 9,0    | Камера 8 Мп, видео 1080p, дисплей 720p, 802.11n Wi-Fi, BT 4.0, GPS, GLONASS, FM, HSPA, TDSCDMA                                       | 2015  |
| MT6588M                | 28 нм        | ARMv7            | 4 ядра Cortex-A7 1,7 ГГц                           | Mali-450MP4 600 МГц               | 35,8   | Камера 13 Мп, видео 1080p, дисплей 1920x1080, Wi-Fi, BT 4.0, GPS, FM, HSPA, TDSCDMA                                                  | 2014  |
| MT6591M                | 28 нм        | ARMv7            | 6 ядер Cortex-A7 1,5 ГГц                           | Mali-450MP4 600 МГц               | 35,8   | Камера xx Мп, видео 1080p, Дисплей 1920x1080 Wi-Fi, BT 4.0, GPS, FM, HSPA, TDSCDMA                                                   | 2014  |
| MT6592M/W/T            | 28 нм        | ARMv7            | 8 ядер Cortex-A7 M: 1,4 ГГц W: 1,7 ГГц T: 2 ГГц    | Mali-450MP4 700 МГц               | 35,8   | Камера 16 Мп, видео 2160p, дисплей 1080p, Wi-Fi, FM, Bluetooth, GPS                                                                  | 2013  |
| MT6595                 | 28 нм        | ARMv7            | 4 ядра Cortex-A17 2,2 ГГц 4 ядра Cortex-A7 1,5 ГГц | PowerVR Rogue G6200 600 (450) МГц | 76,8   | Камера 20 Мп, видео 4K (2K), дисплей WQXGA (FHD), Wi-Fi 802.11aс, LTE, HSPA, Bluetooth LE, GPS, GLONASS, Beidou, Galileo, QZSS, ANT+ | 2014  |

### MT67XX — 64-битные процессоры для смартфонов начального и среднего уровня
| Название | Техпроцесс | Набор инструкций | Кол-во ядер, архитектура ARM, частота                               | Архитектура GPU            | Память RAM            | Периферия | Анонс     |
| -------- | ---------- | ---------------- | ------------------------------------------------------------------- | -------------------------- | --------------------- | --- | --------- |
| MT6732   | 28 нм      | ARMv8            | 4 ядра Cortex-A53 1,5 ГГц                                           | Mali-T760 MP2 650 MHz      | LPDDR3 800 МГц        | LTE Cat.4 скачивание до 150Мбит/с, загрузка до 50Мбит/с Поддержка дисплеев до HD 1280х720 пикселей Поддержка одиночной камеры до 13 Мп      | 2014      |
| MT6732M  | 28 нм      | ARMv8            | 4 ядра Cortex-A53 1,3 ГГц                                           | Mali-T760 MP2 500 MHz      | LPDDR3 800 МГц        | LTE Cat.4 скачивание до 150Мбит/с, загрузка до 50Мбит/с Поддержка дисплеев до HD 1280х720 пикселей Поддержка одиночной камеры до 13 Мп      | 3кв. 2014 |
| MT6735   | 28 нм      | ARMv8            | 4 ядра Cortex-A53 1,3 ГГц                                           | Mali-T720 650 MHz          | LPDDR3 800 МГц        | LTE Cat.4 скачивание до 150Мбит/с, загрузка до 50Мбит/с Поддержка дисплеев до HD 1280х720 пикселей Поддержка одиночной камеры до 13 Мп      | 2кв. 2015 |
| MT6735M  | 28 нм      | ARMv8            | 4 ядра Cortex-A53 1,3 ГГц                                           | Mali-T720 600 MHz          | LPDDR3 800 МГц        | LTE Cat.4 скачивание до 150Мбит/с, загрузка до 50Мбит/с Поддержка дисплеев до HD 1280х720 пикселей Поддержка одиночной камеры до 13 Мп      | 2кв. 2015 |
| MT6735P  | 28 нм      | ARMv8            | 4 ядра Cortex-A53 1 ГГц                                             | Mali-T720 600 MHz          | LPDDR3 800 МГц        | LTE Cat.4 скачивание до 150Мбит/с, загрузка до 50Мбит/с Поддержка дисплеев до HD 1280х720 пикселей Поддержка одиночной камеры до 13 Мп      | 3кв. 2015 |
| MT6737   | 28 нм      | ARMv8-A          | 4 ядра Cortex-A53 1,3 ГГц                                           | ARM Mali-T720 MP2 550 МГц  | LPDDR3 640 МГц        | LTE Cat.4 скачивание до 150Мбит/с, загрузка до 50Мбит/с Поддержка дисплеев до HD 1280х720 пикселей Поддержка одиночной камеры до 13 Мп      | 2кв. 2016 |
| MT6737M  | 28 нм      | ARMv8-A          | 4 ядра Cortex-A53 1,1 ГГц                                           | ARM Mali-T720 MP2 550 МГц  | LPDDR3 640 МГц        | LTE Cat.4 скачивание до 150Мбит/с, загрузка до 50Мбит/с Поддержка дисплеев до HD 1280х720 пикселей Поддержка одиночной камеры до 13 Мп      | 2кв. 2016 |
| MT6737T  | 28 нм      | ARMv8-A          | 4 ядра Cortex-A53 1,5 ГГц                                           | ARM Mali-T720 MP2 600 МГц  | LPDDR3 733 МГц        | LTE Cat.4 скачивание до 150Мбит/с, загрузка до 50Мбит/с Поддержка дисплеев до FullHD 1920х1080 пикселей Поддержка одиночной камеры до 13 Мп | 2кв. 2016 |
| MT6738   | 28 нм      | ARMv8-A          | 4 ядра Cortex-A53 1,5 ГГц                                           | ARM Mali-T860 MP2 350 МГц  | LPDDR3 667 МГц до 4ГБ | LTE Cat.6 скачивание до 300Мбит/с, загрузка до 50Мбит/с Поддержка дисплеев до HD 1280х720 пикселей Поддержка одиночной камеры до 13МП       | 4кв. 2016 |
| MT6738T  | 28 нм      | ARMv8-A          | 4 ядра Cortex-A53 1,5 ГГц                                           | ARM Mali-T860 MP2 520 МГц  | LPDDR3 667 МГц        | LTE Cat.6 скачивание до 300Мбит/с, загрузка до 50Мбит/с Поддержка дисплеев до HD 1280х720 пикселей Поддержка одиночной камеры до 13МП       | 4кв. 2016 |
| MT6739   | 28 нм      | ARMv8-A          | 4 ядра Cortex-A53 1,5 ГГц                                           | PowerVR GE8100 570 МГц     | LPDDR3 667 МГц        | LTE Cat.4 скачивание до 150Мбит/с, загрузка до 50Мбит/с Поддержка дисплеев до HD+ 1440х720 пикселей Поддержка одиночной камеры до 13 Мп     | 4кв. 2017 |
| MT6750   | 28 нм      | ARMv8-A          | Восьмиядерный 4 ядра Cortex-A53 1500 МГц 4 ядра Cortex-A53 1000 МГц | ARM Mali -T860 MP2 520 МГц | LPDDR3 667 МГц        | LTE Cat.6 скачивание до 300Мбит/с, загрузка до 50Мбит/с Поддержка дисплеев до HD 1280х720 пикселей Поддержка одиночной камеры до 24МП       | 2кв. 2016 |
| MT6750T  | 28 нм      | ARMv8-A          | Восьмиядерный 4 ядра Cortex-A53 1500 МГц 4 ядра Cortex-A53 1000 МГц | ARM Mali-T860 MP2 650 МГц  | LPDDR3 933 МГц        | LTE Cat.6 скачивание до 300Мбит/с, загрузка до 50Мбит/с Поддержка дисплеев до HD 1280х720 пикселей Поддержка одиночной камеры до 24МП       | 2кв. 2016 |
| MT6752   | 28 нм      | ARMv8-A          | 8 ядер Cortex-A53 1,7 ГГц                                           | ARM Mali-T760 MP2 700 МГц  | LPDDR3 800 МГц        | LTE Cat.4 скачивание до 150Мбит/с, загрузка до 50Мбит/с Поддержка дисплеев до FullHD 1920х1080 пикселей Поддержка одиночной камеры до 16МП  | 4кв. 2014 |
| MT6752M  | 28 нм      | ARMv8-A          | 8 ядер Cortex-A53 1,5 ГГц                                           | ARM Mali-T760 MP2 700 МГц  | LPDDR3 800 МГц        | LTE Cat.4 скачивание до 150Мбит/с, загрузка до 50Мбит/с Поддержка дисплеев до FullHD 1920х1080 пикселей Поддержка одиночной камеры до 16МП  | 4кв. 2014 |
| MT6753   | 28 нм      | ARMv8-A          | 8 ядер Cortex-A53 1,3 ГГц                                           | Mali T720 MP3 700 МГц      | LPDDR3 800 МГц        | LTE Cat.4 скачивание до 150Мбит/с, загрузка до 50Мбит/с Поддержка дисплеев до FullHD 1920х1080 пикселей Поддержка одиночной камеры до 16МП  | 2кв. 2015 |
| MT6753T  | 28 нм      | ARMv8-A          | 8 ядер Cortex-A53 1,5 ГГц                                           | Mali T720 MP4 700 МГц      | LPDDR3 800 МГц        | LTE Cat.4 скачивание до 150Мбит/с, загрузка до 50Мбит/с Поддержка дисплеев до FullHD 1920х1080 пикселей Поддержка одиночной камеры до 16МП  | 4кв. 2015 |

### Helio A — линейка бюджетных процессоров для смартфонов
| Название            | Техпроцесс        | Набор инструкций | Кол-во ядер, архитектура ARM, частота                     | Архитектура GPU           | Память RAM                                             | Периферия | Анонс     |
| ------------------- | ----------------- | ---------------- | --------------------------------------------------------- | ------------------------- | ------------------------------------------------------ | --- | --------- |
| Helio A20 (MT6761D) | 12 нм FinFET TSMC | ARMv8-A          | 4 ядра Cortex-A53 до 1.8 ГГц                              | PowerVR GE8300 до 550 МГц | до 4 ГБ LPDDR3 800MHz LPDDR4 1200 МГц                  | Поддержка памяти eMMC 5.1 LTE Cat.6 до 300 Мбит/с Поддержка двойной камеры до 13МП+5МП или одиночной до 16МП Поддержка дисплеев HD+ до 1600х720 пикселей Технологии CorePilot, NeuroPilot, Tiny Sensor Hub                                                             | 3кв. 2020 |
| Helio A22 (MT6761)  | 12 нм FinFET TSMC | ARMv8-A          | 4 ядра Cortex-A53 до 2.0 ГГц                              | PowerVR GE8320 до 650 МГц | до 4 ГБ LPDDR3 933 MHz до 6 ГБ LPDDR4X 1600 MHz        | Поддержка памяти eMMC 5.1 LTE Cat.7 до 300 Мбит/с на скачивание и LTE Cat.13 до 150 Мбит/с на загрузку Поддержка двойной камеры до 13МП+8МП или одиночной до 21МП Поддержка дисплеев HD+ до 1600х720 пикселей Технологии NeuroPilot, CorePilot 4.0, Imagiq, MiraVision | 2кв. 2018 |
| Helio A25 MT6762D   | 12 нм FinFET TSMC | ARMv8-A          | 4 ядер Cortex-A53 до 1.8 ГГц 4 ядер Cortex-A53 до 1.5 ГГц | PowerVR GE8320 до 600 МГц | до 4 ГБ LPPDR3 933MHz LPDDR4 1200 МГц LPDDR4X 1600 МГц | Поддержка памяти eMMC 5.1 LTE Cat.4 до 150 Мбит/с Поддержка двойной камеры до 13МП+5МП или одиночной до 16МП Поддержка дисплеев HD+ до 1600х720 пикселей Технологии CorePilot, Imagiq, MiraVision, NeuroPilot, Pump Express, Tiny Sensor Hub                           | 1кв. 2020 |

### Helio P — линейка процессоров для смартфонов среднего класса
| Название               | Техпроцесс           | Набор инструкций | Кол-во ядер, архитектура ARM, частота                                   | Архитектура GPU           | Память RAM                                        | Периферия | Анонс     |
| ---------------------- | -------------------- | ---------------- | ----------------------------------------------------------------------- | ------------------------- | ------------------------------------------------- | --- | --------- |
| Helio P10 (MT6755)     | 28 нм                | ARMv8-A          | 8 ядер Cortex-A53 до 2,0 ГГц                                            | Mali T860 MP2 700 МГц     | LPDDR3 933 МГц                                    | Камера 21 Мп Дисплей Full HD (1920x1080) LTE Cat. 6 | 4кв. 2015 |
| Helio P15 (MT6755 Pro) | 28 нм                | ARMv8-A          | 8 ядер Cortex-A53 до 2,2 ГГц                                            | Mali T860 MP2 800 МГц     | LPDDR3 933 МГц                                    | LTE Cat. 6 | 4кв. 2016 |
| Helio P20 (MT6757)     | 16 нм TSMC           | ARMv8-A          | 8 ядер Cortex-A53 до 2,3 ГГц                                            | Mali T880 MP2 900 МГц     | LPDDR4x 1600 МГц                                  | LTE Cat. 6 | 4кв. 2016 |
| Helio P22 (MT6762)     | 12 нм FinFET TSMC    | ARMv8-A          | 8 ядер Cortex-A53 до 2,0 ГГц                                            | PowerVR GE8320 650МГц     | до 4ГБ LPDDR3 933 МГц или до 6ГБ LPDDR4x 1600 МГц | LTE Cat.7/Cat.13 — до 300Мбит/с на скачивание и до 150Мбит/с на загрузку Поддержка двойной камеры до 13МП+8МП или одиночной до 21МП Поддержка дисплеев HD+ до 1600х720 пикселей Технологии Core Pilot 4.0, EnergySmart Screen, Imagiq, Miravision                                        | 2кв. 2018 |
| Helio P23 (MT6763T)    | 16 нм FinFET Compact | ARMv8-A          | 8 ядер Cortex-A53 до 2,3 ГГц                                            | Mali-G71 MP2 770 МГц      | LPDDR4x 1500 МГц до 6ГБ LPDDR3 933МГц до 4ГБ      | LTE Cat.7/Cat.13 — до 300 Мбит/с на скачивание и до 150 Мбит/с на загрузку Поддержка двойной камеры до 13МП+13МП или одиночной до 24МП Поддержка дисплеев до FullHD+ 2160x1080 пикселей Core Pilot 4.0, EnergySmart Screen, Imagiq, Miravision                                           | 1кв. 2017 |
| Helio P25 (MT6757 Pro) | 16 нм                | ARMv8-A          | 8 ядер Cortex-A53 до 2,5 ГГц                                            | Mali T880 MP2 900 МГц     | LPDDR4x 1600 МГц                                  | LTE Cat. 6 | 4кв. 2016 |
| Helio P30 (MT6759)     | 16 нм FinFET Compact | ARMv8-A          | Восьмиядерный 4 ядра Cortex-A53 до 2,3ГГц 4 ядра Cortex-A53 до 1.65ГГц  | Mali-G71 MP2 950 МГц      | LPDDR4x 1600 МГц до 6ГБ ОЗУ                       | Поддержка памяти eMMC 5.1 и UFS 2.1 LTE Cat.7/Cat.13 — до 300 Мбит/с на скачивание и до 150 Мбит/с на загрузку Поддержка двойной камеры до 16МП+16МП, одиночной до 25МП, видео 4К Поддержка экранов до FullHD+ 2160x1080 пикселей Core Pilot 4.0, EnergySmart Screen, Imagiq, Miravision | 1кв. 2017 |
| Helio P35 (MT6765)     | 12 нм FinFET TSMC    | ARM Cortex-A53   | 4 ядра Cortex-A53 2.3 ГГц 4 ядра Cortex-A53 1.8 ГГц                     | IMG PowerVR GE8320 680MHz | LPDDR3, LPDDR4x 933MHz; 1600MHz                   | LTE Category: Cat-4, Cat-7 DL / Cat-13 UL | 3кв. 2017 |
| Helio P40              | 12 нм TSMC           | ARMv8-A          | Восьмиядерный 4 ядра Cortex-A73 до 2,0 ГГц 4 ядра Cortex-A53 до 2,0 ГГц | Mali-G71 MP3 700МГц       | LPDDR4x 1866 МГц до 8ГБ ОЗУ                       | Поддержка памяти eMMC 5.1 и UFS 2.1 LTE Cat.7 до 300Мбит/с на скачивание и до 100Мбит/с на загрузку 3хISP, поддержка камеры до 32МП DSP, поддержка технологий машинного обучения Caffe 1/2 и TensorFlow                                                                                  | 2кв. 2018 |
| Helio P60 (MT6771)     | 12 нм FinFET TSMC    | ARMv8-A          | Восьмиядерный 4 ядра Cortex-A73 до 2,0 ГГц 4 ядра Cortex-A53 до 2,0 ГГц | Mali-G72 MP3 800 МГц      | до 4ГБ LPDDR3 933МГц или до 8 ГБ LPDDR4x 1800 МГц | Поддержка памяти eMMC 5.1 и UFS 2.1 LTE Cat.7 до 300 Мбит/с на скачивание и LTE Cat.13 до 150 Мбит/с на загрузку 3xISP, поддержка одиночной камеры до 32МП или двойной до 24МП+16МП AI технологии камеры                                                                                 | 2кв. 2018 |
| Helio P70 (MT6769)     | 12 нм FinFET TSMC    | ARMv8-A          | Восьмиядерный 4 ядра Cortex-A73 до 2,5 ГГц 4 ядра Cortex-A53 до 2,0 ГГц | Mali-G72 MP3 900МГц       | LPDDR4x 1866 МГц до 8ГБ ОЗУ                       | Поддержка памяти eMMC 5.1 и UFS 2.1 LTE Cat.12 скорость скачивания до 600 Мбит/с, загрузки — до 150 Мбит/с 3xISP, поддержка камеры до 32МП DSP, поддержка технологий машинного обучения Caffe 1/2 и TensorFlow                                                                           | 2кв. 2018 |
| Helio P90 (MT6779)     | 12 нм FinFET TSMC    | ARMv8-A          | Восьмиядерный 2 ядра Cortex-A75 до 2,2 ГГц 6 ядер Cortex-A55 до 2,0 ГГц | PowerVR GM9446 900МГц     | LPDDR4x 1866МГц до 8ГБ ОЗУ                        | Поддержка памяти UFS 2.1 LTE Cat.12 скорость скачивания до 600 Мбит/с, загрузки — до 150 Мбит/с Поддержка двойной камеры до 24МП+16МП или одиночной до 48МП Поддержка дисплеев FullHD+ до 2520х1080 пикселей Технологии NeuroPilot, CorePilot 4.0, Imagiq, MiraVision                    | 4кв. 2018 |

### Helio X — линейка производительных процессоров для смартфонов
| Название          | Техпроцесс    | Набор инструкций | Кол-во ядер, архитектура ARM, частота                                                        | Архитектура GPU            | Память RAM       | Периферия | Анонс      |
| ----------------- | ------------- | ---------------- | -------------------------------------------------------------------------------------------- | -------------------------- | ---------------- | --- | ---------- |
| Helio X10 MT6795  | 28 нм         | ARMv8-A          | 8 ядер Cortex-A53 2 ГГц                                                                      | PowerVR G6200 700 МГц      | LPDDR3 933 МГц   | Сеть: LTE Cat.4 | 2 кв. 2015 |
| Helio X10T MT6795 | 28 нм         | ARMv8-A          | 8 ядер Cortex-A53 2,2 ГГц                                                                    | PowerVR G6200 700 МГц      | LPDDR3 933 МГц   | поддержка записи и проигрывания H.265 Ultra HD, H.264 & VP9, LTE: Rel. 9, Cat. 4 FDD/TDD(150 Mbps/50 Mbps), Wi-Fi 802.11ac/Bluetooth®/FM/GPS/Glonass/Beidou/ANT+, Hi-Fidelity audio, achieving 110 dB SNR & 90 dB THD, поддержка 120 Hz дисплеев с Response Time Enhancement Technology и MediaTek ClearMotion™, первая в мире технология съемки видео 480 fps 1080p Full HD (называется Super-Slow Motion) — то есть с 16-кратным замедлением, поддержка multimode-беспроводной зарядки — Qi, PMA и Rezence. | 2 кв. 2015 |
| Helio X20 MT6797  | 20 нм HPM     | ARMv8-A          | Десятиядерный 2 ядра Cortex-A72 2,1 ГГц 4 ядра Cortex-A53 1,85 ГГц 4 ядра Cortex-A53 1,4 ГГц | Mali-T880 MP4 780 МГц      | LPDDR3 933 МГц   | Поддержка камер до 25 Мп (dual ISP), супер замедление, фазовый автофокус (PDAF) Native3D 2.0 для 3D съемки Поддержка 4K HDR видео Поддержка дисплеев с разрешением WQXGA (2560х1600) Поддержка всех основных современных мобильных стандартов, включая LTE FDD/TDD R11 Cat 6 c 20+20 CA и CDMA2000 Wi-Fi 802.11ac, GPS/Glonass/Beidou,TTFF & Drift, BT/FM Быстрая зарядка PumpExpress+ 3.0, Vulkan API | 4 кв. 2015 |
| Helio X23 MT6797D | 20 нм HPM     | ARMv8-A          | Десятиядерный 2 ядра Cortex-A72 2,3 ГГц 4 ядра Cortex-A53 1,85 ГГц 4 ядра Cortex-A53 1,4 ГГц | Mali-T880 MP4 780 МГц      | LPDDR3 933 МГц   | Поддержка камеры до 32 Мп или двойной камеры 13 МП + 13 МП, Dual ISP Сеть: LTE Cat.6 | 1 кв. 2017 |
| Helio X25 MT6797T | 20 нм HPM     | ARMv8-A          | Десятиядерный 2 ядра Cortex-A72 2,5 ГГц 4 ядра Cortex-A53 2ГГц 4 ядра Cortex-A53 1,55 ГГц    | Mali-T880 MP4 850 МГц      | LPDDR3 933 МГц   | Поддержка камер до 25 Мп (dual ISP), супер замедление, фазовый автофокус (PDAF) Native3D 2.0 для 3D съемки Поддержка 4K HDR видео Поддержка дисплеев с разрешением WQXGA (2560х1600) Поддержка всех основных современных мобильных стандартов, включая LTE FDD/TDD R11 Cat 6 c 20+20 CA и CDMA2000 Wi-Fi 802.11ac, GPS/Glonass/Beidou,TTFF & Drift, BT/FM Быстрая зарядка PumpExpress+ 3.0, Vulkan API | 2 кв. 2016 |
| Helio X27 MT6797X | 20 нм HPM     | ARMv8-A          | Десятиядерный 2 Cortex-A72 2,6 ГГц 4 Cortex-A53 2 ГГц 4 Cortex-A53 1,6 ГГц                   | Mali-T880 MP4 875 МГц      | LPDDR3 933 МГц   | Поддержка камеры до 32 Мп или двойной камеры 13 МП + 13 МП, Dual ISP Сеть: LTE Cat.6 | 1 кв. 2017 |
| Helio X30 MT6799  | 10 нм FinFET+ | ARMv8-A          | Десятиядерный 2 ядра Cortex-A73 2,5 ГГц 4 ядра Cortex-A53 2,2 ГГц 4 ядра Cortex-A35 1,9 ГГц  | PowerVR 7400XT MP4 800 МГц | LPDDR4X 1866 МГц | UFS 2.1 Камеры до 28 Мп (с двумя ISP с Imagiq 2.0) Макс. разрешение записи видео: 4K 3840×2160 Дисплей с разрешением до 2560х1600 точек LTE Cat. 10 с агрегацией частот 3CA Hi-Fi & 4-Mic ANC Audio Codec CorePilot 4.0 | 1 кв. 2017 |
| Helio X35 MT6799T | 10 нм FinFET+ | ARMv8-A          | Десятиядерный 2 ядра Cortex-A73 3 ГГц 4 ядра Cortex-A53 2,2 ГГц 4 ядра Cortex-A35 2 ГГц      | PowerVR 7400XT MP4 800МГц  | LPDDR4X 1866 МГц | LTE Cat.12 | 2 кв. 2017 |

В 2017 году MediaTek заявляет о прекращении работы над линейкой Helio X и переключении внимания на линейку Helio P.

### Helio G — чипсеты для мобильных телефонов с уклоном на игровую составляющую
| Название                                 | Техпроцесс    | Набор инструкций | Кол-во ядер, архитектура ARM, частота                       | Архитектура GPU                           | Память RAM                        | Периферия | Анонс                  |
| ---------------------------------------- | ------------- | ---------------- | ----------------------------------------------------------- | ----------------------------------------- | --------------------------------- | --- | ---------------------- |
| Helio G25 MT6762G                        | 12 нм FinFET+ | ARMv8-A          | Восьмиядерный 8x Cortex-A53 2 ГГц                           | PowerVR GE8320 680МГц                     | До 4/6 Гб LPDDR3/4X 933МГц/1.6МГц | Поддержка камер с разрешением 21 мегапикселей; Поддержка экранов с частотой развертки 60 Гц; Поддержка NFC модуля; Поддержка LTE (Cat. 7) | 3 кв. 2020             |
| Helio G35 MT6765G                        | 12 нм FinFET+ | ARMv8-A          | Восьмиядерный 8x Cortex-A53 2.3 ГГц                         | PowerVR GE8320 680МГц                     | До 4/6 Гб LPDDR3/4X 933МГц/1.6МГц | Поддержка камер с разрешением 25 мегапикселей; Поддержка экранов с частотой развертки 60 Гц; Поддержка NFC модуля; Поддержка LTE (Cat. 7) | 3 кв. 2020             |
| Helio G36 MT6765V                        | 12 нм FinFET+ | ARMv8-A          | Восьмиядерный 4x Cortex-A53 2.2 ГГц; 4x Cortex-A53 1.8 ГГц  | PowerVR GE8320 680МГц                     | До 4/6 Гб LPDDR3/4X 933МГц/1.6МГц | Поддержка камер с разрешением 25 мегапикселей; Поддержка экранов с частотой развертки 60 Гц; Поддержка NFC модуля; Поддержка LTE (Cat. 7) | 1 кв. 2023             |
| Helio G37 MT6765H                        | 12 нм FinFET+ | ARMv8.2-A        | Восьмиядерный 4x Cortex-A53 2.3 ГГц; 4x Cortex-A53 1.8 ГГц  | PowerVR GE8320 680МГц                     | До 4/6 Гб LPDDR3/4X 933МГц/1.6МГц | Поддержка камер с разрешением 25 мегапикселей; Поддержка экранов с частотой развертки 60 Гц; Поддержка NFC модуля; Поддержка LTE (Cat. 7) | 3 кв. 2020             |
| Helio G70 MT6769V/CB                     | 12 нм FinFET+ | ARMv8-A          | Восьмиядерный 2x Cortex-A75 2 ГГц; 6x Cortex-A55 1.7 ГГц.   | Mali-G52MC2 820МГц                        | До 8 Гб LPDDR4X 1.8МГц            | Поддержка камер с разрешением 48 мегапикселей; Поддержка экранов с частотой развертки 60 Гц; Поддержка NFC модуля; Поддержка быстрой зарядки Quick Charge 4 Поддержка LTE (Cat. 7)                                                                                        | 1 кв. 2020             |
| Helio G80/G85 MT6769T/MT6769Z/MT6769V/CZ | 12 нм FinFET+ | ARMv8-A          | Восьмиядерный 2x Cortex-A75 2.0 ГГц; 6x Cortex-A55 1.8 ГГц. | Mali-G52 MC2 950МГц/1ГГц                  | До 8 Гб LPDDR4X 1.8МГц            | Поддержка камер с разрешением 48 мегапикселей; Поддержка экранов с частотой развертки 60 Гц; Поддержка NFC модуля; Поддержка быстрой зарядки Quick Charge 4 Поддержка LTE (Cat. 7)                                                                                        | 1/2 кв. 2020           |
| Helio G81 MT6769H                        | 12 нм TSMC    | ARMv8-A          | Восьмиядерный 2x Cortex-A75 2.0 ГГц; 6x Cortex-A55 1.8 ГГц. | Mali-G52 MP2 950МГц                       | До 8 Гб LPDDR4X 1.8МГц            | Поддержка камер с разрешением 48 мегапикселей; Поддержка экранов с частотой развертки 60 Гц; Поддержка NFC модуля; Поддержка быстрой зарядки Quick Charge 4 Поддержка LTE (Cat. 7)                                                                                        | 3 кв. 2024             |
| Helio G88/G91 MT6769H                    | 12 нм FFC     | ARMv8.2-A        | Восьмиядерный 2x Cortex-A75 2.0 ГГц; 6x Cortex-A55 1.8 ГГц. | Mali-G52MC2 950МГц-1ГГц/ Mali-G52MP2 1ГГц | До 8 Гб LPDDR4X 1.8МГц            | Поддержка камер с разрешением 1x64мп и 2x16 мегапикселей; Поддержка экранов с частотой развертки 90 Гц; Поддержка NFC модуля; Поддержка быстрой зарядки Quick Charge 4 Поддержка LTE (Cat. 7)                                                                             | 4 кв. 2021/ 2 кв. 2024 |
| Helio G90 MT6785                         | 12 нм FinFET+ | ARMv8-A          | Восьмиядерный 2x Cortex-A76 2,05 ГГц; 6x Cortex-A55 2 ГГц.  | Mali-G76MC4 720МГц                        | До 10 Гб LPDDR4X 2133МГц          | Поддержка камер с разрешением 64 мегапикселей; Поддержка экранов с частотой развертки 90 Гц; Поддержка NFC модуля; Поддержка быстрой зарядки Quick Charge 4+ Поддержка LTE (Cat. 12)                                                                                      | 3 кв. 2019             |
| Helio G90T MT6785V/CC                    | 12 нм FinFET+ | ARMv8-A          | Восьмиядерный 2x Cortex-A76 2 ГГц; 6x Cortex-A55 2 ГГц.     | Mali-G76MC4 800МГц                        | До 10 Гб LPDDR4X 2133МГц          | Поддержка камер с разрешением 64 мегапикселей; Поддержка экранов с частотой развертки 90 Гц; Поддержка NFC модуля; Поддержка быстрой зарядки Quick Charge 4+ Поддержка LTE (Cat. 12)                                                                                      | 3 кв. 2019             |
| Helio G95 MT6785V/CD                     | 12 нм         | ARMv8.2-A        | Восьмиядерный 2x Cortex-A76 2.05 ГГц; 6x Cortex-A55 2 ГГц.  | Mali-G76MC4 900МГц                        | До 10 Гб LPDDR4X 2133МГц          | Поддержка камер с разрешением 64 мегапикселей; Поддержка экранов с частотой развертки 90 Гц; Поддержка NFC модуля; Поддержка LTE (Cat. 12) | Сентябрь 2020          |
| Helio G96 MT6781                         | 12 нм         | ARMv8.2-A        | Восьмиядерный 2x Cortex-A76 2.05 ГГц; 6x Cortex-A55 2ГГц.   | Mali G57 MC2 850 МГц                      | До 10 Гб LPDDR4X 2133МГц          | Поддержка камер с разрешением 108 мегапикселей; Поддержка экранов с частотой развертки 120 Гц; Поддержка LTE (Cat. 13); Поддержка NFC модуля; Поддержка съемки 4K со скоростью 30 кадров в секунду; Поддержка памяти USF 2.2; Поддержка Wi-Fi 5; Поддержка Bluetooth 5.2. | Июнь 2021              |
| Helio G99 MT6789V                        | 6 нм          | ARMv8.2-A        | Восьмиядерный 2x Cortex-A76 2.2 ГГц; 6x Cortex-A55 2ГГц.    | Mali G57 MC2 850 МГц                      | До 10 Гб LPDDR4X 2133МГц          | Поддержка камер с разрешением 108 мегапикселей; Поддержка экранов с частотой развертки 120 Гц; Поддержка LTE (Cat. 13); Поддержка NFC модуля; Поддержка съемки 4K со скоростью 30 кадров в секунду; Поддержка памяти USF 2.2; Поддержка Wi-Fi 5; Поддержка Bluetooth 5.2. | Май 2022               |
| Helio G100                               | 6 нм          | ARMv8.2-A        | Восьмиядерный 2x Cortex-A76 2.2 ГГц; 6x Cortex-A55 2ГГц.    | Mali G57 MC2 1070 МГц                     | До 10 Гб LPDDR4X 2133МГц          | Поддержка камер с разрешением 200 мегапикселей; Поддержка экранов с частотой развертки 120 Гц; Поддержка LTE (Cat. 13); Поддержка NFC модуля; Поддержка съемки 4K со скоростью 30 кадров в секунду; Поддержка памяти USF 2.2; Поддержка Wi-Fi 5; Поддержка Bluetooth 5.2. | август 2024            |

### Dimensity — чипсеты для телефонов со встроенным5G-модемом[40]
| Название                                        | Техпроцесс      | Набор инструкций | Кол-во ядер, архитектура ARM, частота                                                 | Архитектура GPU           | Память RAM                         | Периферия | Анонс                  |
| ----------------------------------------------- | --------------- | ---------------- | ------------------------------------------------------------------------------------- | ------------------------- | ---------------------------------- | --- | ---------------------- |
| Dimensity 700 MT6833V/ZA                        | 7 нм            | ARMv8.2-A        | Восьмиядерный 2x Cortex-A76 2,2 ГГц 6x Cortex-A55 2,0 ГГц                             | Mali-G57 MC2              | До 12 Гб LPDDR4X                   | Поддержка камер с разрешением до 64 мегапикселей; Поддержка дисплеев с частотой обновления 90 Гц                                                                                         | 4 кв. 2020             |
| Dimensity 6020 MT6833                           | 7 нм            | ARMv8.2-A        | Восьмиядерный 2x Cortex-A76 2,2 ГГц 6x Cortex-A55 2,0 ГГц                             | Mali-G57 MC2              | До 12 Гб LPDDR4X                   | Поддержка камер с разрешением до 64 мегапикселей; Поддержка дисплеев с частотой обновления 90 Гц                                                                                         | 1 кв. 2023             |
| Dimensity 720 MT6853V/ZA                        | 7 нм            | ARMv8.2-A        | Восьмиядерный 2x Cortex-A76 2,0 ГГц 6x Cortex-A55 2,0 ГГц                             | Mali-G57 MC3              | До 12 Гб LPDDR4X                   | Поддержка камер с разрешением до 64 мегапикселей; Поддержка дисплеев с частотой обновления 90 Гц                                                                                         | 3 кв. 2020             |
| Dimensity 800 MT6873                            | 7 нм            | ARMv8-A          | Восьмиядерный 2x Cortex-A76 2,0 ГГц; 6x Cortex-A55 2,0 ГГц.                           | Mali-G57 MC4              | До 16 Гб LPDDR4X                   | Поддержка камер с разрешением до 64 мегапикселей | 4 кв. 2019             |
| Dimensity 800U MT6853T                          | 7 нм            | ARMv8-A          | Восьмиядерный 2x Cortex-A76 2,4 ГГц; 6x Cortex-A55 2,0 ГГц.                           | Mali-G57 MC3              | До 12 ГБ LPDDR4x                   | Поддержка камер с разрешением 64 Мп; Поддержка дисплеев с частотой обновления 120 Гц | 3 кв. 2020             |
| Dimensity 810 MT6874                            | 7 нм            | ARMv8.2-A        | Восьмиядерный 2x Cortex-A76 2,4 ГГц; 6x Cortex-A55 2,0 ГГц.                           | Mali-G57 MC2              | До 16 ГБ LPDDR4x                   | Поддержка камер с разрешением 64 Мп; Поддержка дисплеев с частотой обновления 120 Гц | 3 кв. 2021             |
| Dimensity 820 MT6875                            | 7 нм            | ARMv8-A          | Восьмиядерный 4x Cortex-A76 2,6 ГГц; 4x Cortex-A55 2,0 ГГц.                           | Mali-G57 MC5              | До 16 Гб LPDDR4X                   | Поддержка камер с разрешением 80 мегапикселей | 2 кв. 2020             |
| Dimensity 1000 MT6889                           | 7 нм            | ARMv8.3-A        | Восьмиядерный 4x Cortex-A77 2,6 ГГц; 4х Cortex-A55 2,0 ГГц.                           | Mali-G77 MC9              | До 16 Гб LPDDR4X                   | Поддержка камер с разрешением 80 мегапикселей | 4 кв. 2019             |
| Dimensity 1000C MT6883Z/CZA                     | 7 нм            | ARMv8-A          | Восьмиядерный 4х Cortex-A77 2,0 ГГц; 4х Cortex-A55 2,0 ГГц.                           | Mali-G57 MC5              | До 12 ГБ LPDDR4X                   | Поддержка камер с разрешением 64 мегапикселя | 3 кв. 2020             |
| Dimensity 1000L MT6885Z/CZA                     | 7 нм            | ARMv8-A          | Восьмиядерный 4x Cortex-A77 2,2 ГГц; 4х Cortex-A55 2,0 ГГц.                           | Mali-G77 MC9              | До 16 Гб LPDDR4X                   | Поддержка камер с разрешением 80 мегапикселей | 4 кв. 2019             |
| Dimensity 1000+ MT6889Z/CZA                     | 7 нм            | ARMv8.3-A        | Восьмиядерный 4x Cortex-A77 2,6 ГГц; 4х Cortex-A55 2,0 ГГц.                           | Mali-G77 MC9              | До 16 Гб LPDDR4X                   | Поддержка камер с разрешением 80 мегапикселей; Поддержка экранов с частотой развертки 144 Гц                                                                                             | 2 кв. 2020             |
| Dimensity 6100+ MT6835                          | 6 нм            | ARMv8.2-A        | Восьмиядерный 2x Cortex-A76 2,2 ГГц; 6x Cortex-A55 2,0 ГГц.                           | Mali-G57 MP2              | До 16 ГБ LPDDR4x                   | Поддержка камер с разрешением 108 Мп; Поддержка дисплеев с частотой обновления 120 Гц | 3 кв. 2023             |
| Dimensity 6080 MT6833GP/ Dimensity 6300 MT6835T | 6 нм            | ARMv8-A          | Восьмиядерный 2x Cortex-A76 2,4 ГГц; 6x Cortex-A55 2,0 ГГц.                           | Mali-G57 MP2              | До 16 ГБ LPDDR4x/ До 12 ГБ LPDDR4x | Поддержка камер с разрешением 108 Мп; Поддержка дисплеев с частотой обновления 120 Гц | 3 кв. 2023/ 2 кв. 2024 |
| Dimensity 900 MT6877                            | 6 нм            | ARMv8-A          | Восьмиядерный 2x Cortex-A78 2.4 ГГц; 6x Cortex-A55 2,0 ГГц                            | Mali-G68 MC4              | До 16 ГБ LPDDR4X или LPDDR5        | Поддержка камер с разрешением 108 Мп; Поддержка дисплеев с частотой обновления 120 Гц | 2 кв. 2021             |
| Dimensity 920 MT6877T                           | 6 нм            | ARMv8.2-A        | Восьмиядерный 2x Cortex-A78 2,5 ГГц; 6x Cortex-A55 2,0 ГГц                            | Mali-G68 MC4              | До 16 ГБ LPDDR4X или LPDDR5        | Поддержка камер с разрешением 108 Мп; Поддержка дисплеев с частотой обновления 120 Гц | 3 кв. 2021             |
| Dimensity 930 MT6878                            | 6 нм            | ARMv8.2-A        | Восьмиядерный 2x Cortex-A78 2,2 ГГц; 6x Cortex-A55 2,0 ГГц                            | IMG BXM-8-256             | До 16 ГБ LPDDR4X или LPDDR5        | Поддержка камер с разрешением 108 Мп; Поддержка дисплеев с частотой обновления 120 Гц | 2 кв. 2022             |
| Dimensity 7020                                  | 6 нм            | ARMv8.2-A        | Восьмиядерный 2x Cortex-A78 2,2 ГГц; 6x Cortex-A55 2,0 ГГц                            | IMG BXM-8-256             | До 16 ГБ LPDDR5                    | Поддержка камер с разрешением 200 Мп; Поддержка дисплеев с частотой обновления 120 Гц | 2 кв. 2023             |
| Dimensity 7025                                  | 6 нм            | ARMv8.2-A        | Восьмиядерный 2x Cortex-A78 2,5 ГГц; 6x Cortex-A55 2,0 ГГц                            | IMG BXM-8-256             | До 16 ГБ LPDDR5                    | Поддержка камер с разрешением 200 Мп; Поддержка дисплеев с частотой обновления 120 Гц | 2 кв. 2024             |
| Dimensity 1050 MT6879                           | 6 нм            | ARMv8.2-A        | Восьмиядерный 2x Cortex-A78 2,5 ГГц; 6x Cortex-A55 2,0 ГГц                            | Mali-G610 MC3             | До 16 ГБ LPDDR4X или LPDDR5        | Поддержка камер с разрешением 108МП; Поддержка экранов с частотой развертки 144 Гц | 2 кв. 2022             |
| Dimensity 1080 MT6877V                          | 6 нм            | ARMv8.2-A        | Восьмиядерный 2x Cortex-A78 2,6 ГГц; 6x Cortex-A55 2,0 ГГц                            | Mali-G68 MC               | LPDDR4X или LPDDR5                 | Поддержка камер с разрешением 200МП; Поддержка экранов с частотой развертки 120 Гц | 4 кв. 2022             |
| Dimensity 7050 MT6877V/TTZA                     | 6 нм            | ARMv8.2-A        | Восьмиядерный 2x Cortex-A78 2,6 ГГц; 6x Cortex-A55 2,0 ГГц                            | Mali-G68 MC               | LPDDR4X или LPDDR5                 | Поддержка камер с разрешением 200МП; Поддержка экранов с частотой развертки 120 Гц | 2 кв. 2023             |
| Dimensity 1100 MT6891Z/CZA                      | 6 нм            | ARMv8.2-A        | Восьмиядерный 4x Cortex-A78 2,6 ГГц; 4х Cortex-A55 2,0 ГГц.                           | Mali-G77 MC9              | До 16 Гб LPDDR4X До 4266 МГц       | Поддержка камер с разрешением 108 мегапикселей; Поддержка экранов с частотой развертки 144 Гц                                                                                            | 1 кв. 2021             |
| Dimensity 8020 MT6891Z_Z/CZA                    | 6 нм            | ARMv8.2-A        | Восьмиядерный 4x Cortex-A78 2,6 ГГц; 4х Cortex-A55 2,0 ГГц.                           | Mali-G77 MC9              | До 16 Гб LPDDR4X До 4266 МГц       | Поддержка камер с разрешением 108 мегапикселей; Поддержка экранов с частотой развертки 144 Гц                                                                                            | 2 кв. 2023             |
| Dimensity 1200 MT6893                           | 6 нм            | ARMv8.2-A        | Восьмиядерный 1x Cortex-A78 3,0 ГГц; 3x Cortex-A78 2,6 ГГц; 4х Cortex-A55 2,0 ГГц.    | Mali-G77 MC9              | До 16 Гб LPDDR4X До 4266 МГц       | Поддержка камер с разрешением 200 мегапикселей; Поддержка экранов с частотой развертки 168 Гц                                                                                            | 1 кв. 2021             |
| Dimensity 8050 MT6893Z/TCZA                     | 6 нм            | ARMv8.2-A        | Восьмиядерный 1x Cortex-A78 3,0 ГГц; 3x Cortex-A78 2,6 ГГц; 4х Cortex-A55 2,0 ГГц.    | Mali-G77 MC9              | До 16 Гб LPDDR4X До 4266 МГц       | Поддержка камер с разрешением 200 мегапикселей; Поддержка экранов с частотой развертки 168 Гц                                                                                            | 2 кв. 2023             |
| Dimensity 8000 MT6895                           | 5 нм            | ARMv8.2-A        | Восьмиядерный 4x Cortex-A78 2,75 ГГц; 4x Cortex-A55 2,0 ГГц                           | Mali-G610 MC6             | До 16 ГБ LPDDR5                    | Поддержка камер с разрешением 200 мегапикселей; Поддержка экранов с частотой развертки 168 Гц                                                                                            | 1 кв. 2022             |
| Dimensity 8100 MT6895Z/TCZA                     | 5 нм            | ARMv8.2-A        | Восьмиядерный 4x Cortex-A78 2,85 ГГц; 4x Cortex-A55 2,0 ГГц                           | Mali-G610 MC6             | До 16 ГБ LPDDR5                    | Поддержка камер с разрешением 200 мегапикселей; Поддержка экранов FullHD+ с частотой развертки 168 Гц; Поддержка экранов WQHD+ с частотой развертки 120 Гц                               | 1 кв. 2022             |
| Dimensity 7300                                  | 4 нм (TSMC N4)  | ARMv8.2-A        | Восьмиядерный 4x Cortex-A78 2,5 ГГц; 4x Cortex-A55 2,0 ГГц                            | Mali-G615 MP2             | До 16 ГБ LPDDR5                    | Поддержка камер с разрешением 200 мегапикселей; Поддержка экранов FullHD+ с частотой развертки 168 Гц; Поддержка экранов WQHD+ с частотой развертки 120 Гц                               | 2 кв. 2024             |
| Dimensity 8200 MT6896Z                          | 4 нм (TSMC N4)  | ARMv8.2-A        | Восьмиядерный 1x Cortex-A78 3,1 ГГц; 3x Cortex-A78 3,0 ГГц; 4х Cortex-A55 2,0 ГГц.    | Mali-G610 MP6             | До 16 ГБ LPDDR5                    | Поддержка камер с разрешением 320 мегапикселей; Поддержка экранов FullHD+ с частотой развертки 180 Гц Поддержка экранов WQHD+ с частотой развертки 144 Гц                                | 4 кв. 2022             |
| Dimensity 7200 MT6886                           | 4 нм (TSMC N4)  | ARMv9-A          | 2x Cortex-A715 2,8 ГГц; 6х Cortex-A510 2,0 ГГц.                                       | Mali-G610 MP4             | До 16 ГБ LPDDR5                    | Поддержка камер с разрешением 200 мегапикселей; Поддержка экранов FullHD+ с частотой развертки 168 Гц; Поддержка экранов WQHD+ с частотой развертки 120 Гц                               | 1 кв. 2023             |
| Dimensity 8300 MT6897                           | 4 нм (TSMC N4)  | ARMv9-A          | 1x Cortex-A715 3,35 ГГц; 3x Cortex-A715 3,2 ГГц; 4х Cortex-A510 2,2 ГГц.              | Mali-G615 MP6             | До 24 Гб LPDDR5X                   | Поддержка камер с разрешением 320 мегапикселей; Поддержка экранов FullHD+ с частотой развертки 180 Гц Поддержка экранов WQHD+ с частотой развертки 144 Гц                                | 4 кв. 2023             |
| Dimensity 8400 MT6899, T6899Z                   | 4 нм (TSMC N4)  | ARMv9-A          | 1x Cortex-A725 3,25 ГГц; 3x Cortex-A725 3,0 ГГц; 4x Cortex-A725 2,1 ГГц;              | Mali-G720 MP7             | До 24 Гб LPDDR5X                   | Поддержка камер с разрешением 320 мегапикселей; Поддержка экранов FullHD+ с частотой развертки 180 Гц Поддержка экранов WQHD+ с частотой развертки 144 Гц                                | 4 кв. 2024             |
| Dimensity 9000 MT6983                           | 4 нм (TSMC N4)  | ARMv9-A          | Восьмиядерный 1x Cortex-X2 3,05 ГГц; 3x Cortex-A710 2,85 ГГц; 4х Cortex-A510 1,8 ГГц. | Mali-G710 MC10            | До 16 Гб LPDDR5X                   | Поддержка камер с разрешением 320 мегапикселей; Поддержка экранов FullHD+ с частотой развертки 180 Гц Поддержка экранов WQHD+ с частотой развертки 144 Гц                                | 4 кв. 2021             |
| Dimensity 9000+ MT6983Z                         | 4 нм (TSMC N4)  | ARMv9-A          | Восьмиядерный 1x Cortex-X2 3,2 ГГц; 3x Cortex-A710 2,85 ГГц; 4х Cortex-A510 1,8 ГГц.  | Mali-G710 MC10            | До 24 Гб LPDDR5X                   | Поддержка камер с разрешением 320 мегапикселей; Поддержка экранов FullHD+ с частотой развертки 240 Гц Поддержка экранов WQHD+ с частотой развертки 144 Гц                                | 2 кв. 2022             |
| Dimensity 9200 MT6985                           | 4 нм (TSMC N4P) | ARMv9-A          | Восьмиядерный 1x Cortex-X3 3,05 ГГц; 3x Cortex-A715 2,85 ГГц; 4х Cortex-A510 1,8 ГГц. | Mali-G715 MC11 Immortalis | До 24 Гб LPDDR5X                   | Поддержка камер с разрешением 320 мегапикселей; Поддержка экранов FullHD+ с частотой развертки 240 Гц Поддержка экранов WQHD+ с частотой развертки 144 Гц                                | 4 кв. 2022             |
| Dimensity 9200+ MT6985T                         | 4 нм (TSMC N4P) | ARMv9-A          | Восьмиядерный 1x Cortex-X3 3,35 ГГц; 3x Cortex-A715 3,0 ГГц; 4х Cortex-A510 2,0 ГГц.  | Mali-G715 MC11 Immortalis | До 24 Гб LPDDR5X                   | Поддержка камер с разрешением 320 мегапикселей; Поддержка экранов FullHD+ с частотой развертки 240 Гц Поддержка экранов WQHD+ с частотой развертки 144 Гц                                | 2 кв. 2023             |
| Dimensity 9300 MT6989                           | 4 нм            | ARMv9.2-A        | Восьмиядерный 4x Cortex-X4 3,25 ГГц 4x Cortex-A720 2,0 ГГц                            | Mali-G720 Immortalis MP12 | До 24 Гб LPDDR5T                   | Поддержка камер с разрешением 320 мегапикселей Поддержка экранов 3840 x 2160 | 6 ноября 2023 года     |
| Dimensity 9300+ MT6989T                         | 4 нм            | ARMv9.2-A        | Восьмиядерный 1x Cortex-X4 3,4 ГГц 3x Cortex-X4 2,85 ГГц 4x Cortex-A720 2,0 ГГц       | Mali-G720 Immortalis MP12 | До 24 ГБ LPDDR5T                   | Поддержка камер с разрешением 320 мегапикселей Поддержка экранов 4K с частотой развертки 120 ГГц Поддержка экранов WQHD с частотой развертки 180 Гц                                      | 7 мая 2024 года        |
| Dimensity 9400 MT6991                           | 3 нм            | ARMv9.2-A        | Восьмиядерный 1x Cortex-X925 3,63 ГГц 3x Cortex-X4 3,3 ГГц 4x Cortex-A720 2,4 ГГц     | Mali-G925 Immortalis MP12 | До 24 ГБ LPDDR5X                   | Поддержка камер с разрешением 320 мегапикселей Поддержка экранов 4K с частотой развертки 120 ГГц Поддержка экранов WQHD с частотой развертки 180 Гц Нейронный процессор MediaTek NPU 890 | 9 октября 2024 года    |

### Чипсеты для планшетов
MT81XX
| Название               | Техпроцесс | Кол-во ядер, архитектура ARM, частота       | Архитектура GPU  | Периферия | Анонс |
| ---------------------- | ---------- | ------------------------------------------- | ---------------- | --- | ----- |
| MT8117                 | 28 нм      | 2х Cortex-A7 1,2 ГГц                        | PowerVR SGX544   | 2G/3G, Wi-Fi, Bluetooth, GPS, FM | 2013  |
| MT8121                 | 28 нм      | 4x Cortex-A7 1,3 ГГц                        | PowerVR SGX544   | 2G/3G, Wi-Fi, Bluetooth, GPS, FM | 2013  |
| MT8125                 | 28 нм      | 4x Cortex-A7 1.5 ГГц                        | PowerVR SGX544   | 2G/3G, Wi-Fi, Bluetooth, GPS, FM | 2013  |
| MT8127                 | 28 нм      | 4x Cortex-A7 1,5 ГГц                        | Mali-450 MP4     | 4G LTE Cat-4, Wi-Fi (2,4/5 ГГц) 802.11 a/b/g/n, Bluetooth, GPS, Galileo, Glonass, Beidou, FM, 13Мп ISP, FM, H.264 (AVC)                                      | 2014  |
| MT8135                 | 28 нм      | 2х Cortex-A15 1,7 ГГц 2х Cortex-A7 1,2 ГГц  | PowerVR G6200    | 4G LTE Cat-4, Wi-Fi (2,4/5 ГГц) 802.11 a/b/g/n, Bluetooth, GPS, Galileo, Glonass, Beidou, FM, 13Мп ISP, FM, H.264 (AVC)                                      | 2013  |
| MT8163V/A              | 28 нм      | 4x Cortex-A53 1,5 ГГц                       | Mali-T720 MP2    | 4G LTE Cat-4, Wi-Fi (2,4/5 ГГц) 802.11 a/b/g/n, Bluetooth, GPS, Galileo, Glonass, Beidou, FM, 13Мп ISP, H.264 (AVC), H.265 (HEVC)                            | 2014  |
| MT8163V/B              | 28 нм      | 4x Cortex-A531,3 ГГц                        | Mali-T720 MP2    | 4G LTE Cat-4, Wi-Fi (2,4/5 ГГц) 802.11 a/b/g/n, Bluetooth, GPS, Galileo, Glonass, Beidou, FM, 13Мп ISP, H.264 (AVC), H.265 (HEVC)                            | 2014  |
| MT8167A                | 28 нм      | 4x Cortex-A35 1,5 ГГц                       | PowerVR GE8300   | 4G LTE Cat-4, Wi-Fi (2,4/5 ГГц) 802.11 a/b/g/n/ac, Bluetooth, GPS, Glonass, Beidou, Galileo, FM, 8Мп ISP, H.264 (AVC), H.265 (HEVC)                          | 2016  |
| MT8167B                | 28 нм      | 4x Cortex-A35 1,3 ГГц                       | PowerVR GE8300   | 4G LTE Cat-4, Wi-Fi (2,4/5 ГГц) 802.11 a/b/g/n/ac, Bluetooth, GPS, Glonass, Beidou, Galileo, FM, 8Мп ISP, H.264 (AVC), H.265 (HEVC)                          | 2016  |
| MT8168                 | 12 нм      | 4x Cortex-A53 2 ГГц                         | Mali-G52 MC1     | 4G LTE Cat-4, Wi-Fi (2,4/5 ГГц) 802.11 a/b/g/n/ac, Bluetooth, GPS, Glonass, Beidou, Galileo, FM, 13Мп ISP, H.264 (AVC), H.265 (HEVC), VP-9                   | 2018  |
| MT8173                 | 28 нм      | 2x Cortex-A72 2 ГГц 4x Cortex-A53 1,3 ГГц   | PowerVR GX6250   | 4G LTE Cat-4, Wi-Fi (2,4/5 ГГц) 802.11 a/b/g/n/ac, Bluetooth, GPS, Glonass, Beidou, Galileo, FM, 20Мп ISP, H.264 (AVC), H.265 (HEVC)                         | 2015  |
| MT8175                 | 12 нм      | 4x Cortex-A53 2 ГГц                         | Mali-G52 MC1     | 4G LTE Cat-4, Wi-Fi (2,4/5 ГГц) 802.11 a/b/g/n/ac, Bluetooth, GPS, Glonass, Beidou, Galileo, FM, 13Мп ISP, H.264 (AVC), H.265 (HEVC), VP-9                   | 2019  |
| MT8176                 | 28 нм      | 2x Cortex-A72 2,1 ГГц 4x Cortex-A53 1,7 ГГц | PowerVR GX6250   | 4G LTE Cat-4, Wi-Fi (2,4/5 ГГц) 802.11 a/b/g/n/ac, Bluetooth, GPS, Glonass, Beidou, Galileo, FM, 20Мп ISP, H.264 (AVC), H.265 (HEVC), VP-9                   | 2016  |
| Kompanio 500 MT8183    | 12 нм      | 4x Cortex-A73 2 ГГц 4x Cortex-A53 2 ГГц     | Mali-G72 MP3     | 4G LTE Cat-7 DL/Cat-13 UL, Wi-Fi (2,4/5 ГГц) 802.11a/b/g/n/ac, Bluetooth, GPS, Glonass, Beidou, Galileo, QZSS, FM, 32Мп ISP, H.264 (AVC), H.265 (HEVC)       | 2018  |
| Kompanio 820 MT8192    | 7 нм       | 4x Cortex-A76 2,2 ГГц 4x Cortex-A55 2 ГГц   | ARM Mali-G57 MC5 | 4G LTE Cat-7 DL/Cat-13 UL, Wi-Fi (2,4/5 ГГц) 802.11a/b/g/n/ac, Bluetooth, GPS, Glonass, Beidou, Galileo, QZSS, FM, 32Мп ISP, H.264 (AVC), H.265 (HEVC), VP-9 | 2020  |
| Kompanio 900T MT6983VT | 6 нм       | 2x Cortex-A78 2,4 ГГц 6x Cortex-A55 2 ГГц   | ARM Mali-G68 MC4 | 5G, 4G LTE Cat-21 DL/Cat-17 UL, Wi-Fi6 802.11a/b/g/n/ac/ax, Bluetooth, GPS, Glonass, Beidou, Galileo, QZSS, FM, 32Мп ISP, H.264 (AVC), H.265 (HEVC), VP-9    | 2021  |
| Kompanio 1300T MT6983  | 6 нм       | 4x Cortex-A78 2,6 ГГц 4x Cortex-A55 2 ГГц   | ARM Mali-G77 MC9 | 5G, 4G LTE Cat-21 DL/Cat-17 UL, Wi-Fi6 802.11a/b/g/n/ac/ax, Bluetooth, GPS, Glonass, Beidou, Galileo, QZSS, FM, 32Мп ISP, H.264 (AVC), H.265 (HEVC), VP-9    | 2021  |

MT83XX
| Название | Техпроцесс | Кол-во ядер, архитектура ARM, частота | Архитектура GPU | Периферия                                     | Анонс |
| -------- | ---------- | ------------------------------------- | --------------- | --------------------------------------------- | ----- |
| MT8312   | 28 нм      | 2х Cortex-A7 1,3 ГГц                  | Mali-400        | 2G/3G, Wi-Fi, Bluetooth, GPS, FM              | 2014  |
| MT8317   | 40 нм      | 2x Cortex-A9 1.0ГГц                   | PowerVR SGX531  | 2G/3G, Wi-Fi, Bluetooth, GPS, FM              | 2013  |
| MT8317T  | 28 нм      | 2x Cortex-A9 1.2ГГц                   | PowerVR SGX531  | 2G/3G, Wi-Fi, Bluetooth, GPS, FM              | 2013  |
| MT8321   | 28 нм      | 4x Cortex-A7 1.3ГГц                   | Mali-400        | 2G/3G, Wi-Fi, Bluetooth, GPS, FM              | 2014  |
| MT8377   | 40 нм      | 2х Cortex-A9 1 ГГц                    | PowerVR SGX531  | 2G/3G, Wi-Fi, Bluetooth, GPS, FM              | 2013  |
| MT8382   | 28 нм      | 4х Cortex-A7 1,3 ГГц                  | Mali-400 MP2    | 2G/3G, Wi-Fi 802.11b/g/n , Bluetooth, GPS, FM | 2014  |
| MT8389   | 28 нм      | 4x Cortex-A7 1,2 ГГц                  | PowerVR SGX544  | 2G/3G, Wi-Fi 802.11b/g/n , Bluetooth, GPS, FM | 2014  |
| MT8389T  | 28 нм      | 4x Cortex-A7 1.5 ГГц                  | PowerVR SGX544  | 2G/3G, Wi-Fi 802.11b/g/n , Bluetooth, GPS, FM | 2014  |
| MT8392   | 28 нм      | 8х Cortex-A7 1,7 ГГц                  | Mali-450 MP4    | 2G/3G, Wi-Fi 802.11b/g/n, Bluetooth, GPS, FM  | 2014  |

MT87XX
| Название            | Техпроцесс | Кол-во ядер, архитектура ARM, частота       | Архитектура GPU | Периферия | Анонс |
| ------------------- | ---------- | ------------------------------------------- | --------------- | --- | ----- |
| MT8732              | 28 нм      | 4x Cortex-A53 1,5 ГГц                       | Mali-760 MP2    | 4G LTE Cat-4, Bluetooth, FM, Wi-Fi (2,4/5 ГГц) 802.11a/b/g/n, GPS, Glonass, Beidou, Galileo, 13Мп ISP, H.264 (AVC)                                           | 2014  |
| MT8735B             | 28 нм      | 4x Cortex-A53 1,1 ГГц                       | Mali-T720       | 4G LTE Cat-4, Bluetooth, FM, Wi-Fi (2,4/5 ГГц) 802.11a/b/g/n, GPS, Glonass, Beidou, Galileo, 13Мп ISP, H.264 (AVC), H.265 (HEVC), экран 1280x800             | 2015  |
| MT8735D             | 28 нм      | 4x Cortex-A53 1,1 ГГц                       | Mali-T720       | 4G LTE Cat-4, Bluetooth, FM, Wi-Fi (2,4/5 ГГц) 802.11a/b/g/n, GPS, Glonass, Beidou, Galileo, 13Мп ISP, H.264 (AVC), H.265 (HEVC), экран 1280x800             | 2015  |
| MT8735M             | 28 нм      | 4x Cortex-A53 1 ГГц                         | Mali-T720       | 4G LTE Cat-4, Bluetooth, FM, Wi-Fi (2,4/5 ГГц) 802.11a/b/g/n, GPS, Glonass, Beidou, Galileo, 8Мп ISP, H.264 (AVC), H.265 (HEVC), экран 1024x600              | 2015  |
| MT8735P             | 28 нм      | 4x Cortex-A53 1 ГГц                         | Mali-T720       | 4G LTE Cat-4, Bluetooth, FM, Wi-Fi (2,4/5 ГГц) 802.11a/b/g/n, GPS, Glonass, Beidou, Galileo, 8Мп ISP, H.264 (AVC), H.265 (HEVC), экран 1920x1080             | 2015  |
| MT8752              | 28 нм      | 8x Cortex-A53 1,7 ГГц                       | Mali-T760 MP2   | 4G LTE Cat-4, Bluetooth, FM, Wi-Fi (2,4/5 ГГц) 802.11a/b/g/n, GPS, Glonass, Beidou, Galileo, 13Мп ISP, H.264 (AVC), H.265 (HEVC)                             | 2014  |
| MT8766B             | 28 нм      | 4 x Cortex-A53 2 ГГц                        | PowerVR GE8300  | 4G LTE Cat-4 DL/Cat-5 UL, Bluetooth, FM, Wi-Fi (2,4/5 ГГц) 802.11a/b/g/n/ac, GPS, Glonass, Beidou, Galileo, 21Мп ISP, H.264 (AVC), H.265 (HEVC)              | 2019  |
| MT8768T (P22T)      | 28 нм      | 4x Cortex-A53 2,3 ГГц 4x Cortex-A53 1,8 ГГц | PowerVR GE8320  | 4G LTE Cat-7 DL/Cat-13 UL, Bluetooth, FM, Wi-Fi (2,4/5 ГГц) 802.11a/b/g/n/ac, GPS, Glonass, Beidou, Galileo, 25Мп ISP, H.264 (AVC), H.265 (HEVC)             | 2020  |
| MT8783              | 28 нм      | 8x Cortex-A53 1,3 ГГц                       | Mali-T720       | 4G LTE Cat-4, Bluetooth, FM, Wi-Fi (2,4/5 ГГц) 802.11a/b/g/n, GPS, Glonass, Beidou, Galileo, 25Мп ISP, H.264 (AVC), H.265 (HEVC)                             | 2015  |
| MT8783T             | 28 нм      | 8x Cortex-A53 1,5 ГГц                       | Mali-T720       | 4G LTE Cat-4, Bluetooth, FM, Wi-Fi (2,4/5 ГГц) 802.11a/b/g/n, GPS, Glonass, Beidou, Galileo, 25Мп ISP, H.264 (AVC), H.265 (HEVC)                             | 2015  |
| MT8786 (Helio G80T) | 12 нм      | 2x Cortex-A75 2 ГГц 6x Cortex-A55 1,8 ГГц   | Mali-G52 MC2    | 4G LTE Cat-7 DL/Cat-13 UL, Bluetooth, FM, Wi-Fi (2,4/5 ГГц) 802.11a/b/g/n/ac, GPS, Glonass, Beidou, Galileo, QZSS, 48Мп ISP, H.264 (AVC), H.265 (HEVC), VP-9 | 2021  |
| MT8788              | 12 нм      | 4x Cortex-A73 2 ГГц 4x Cortex-A53 2 ГГц     | Mali-G72 MP3    | 4G LTE Cat-7 DL/Cat-5/6 UL, Bluetooth, FM, Wi-Fi (2,4/5 ГГц) 802.11a/b/g/n, GPS, Glonass, Beidou, Galileo, 32Мп ISP, H.264 (AVC), H.265 (HEVC)               | 2020  |

### Мультимедиа-процессоры
| Название | Техпроцесс | Кол-во ядер, архитектура ARM, частота     | Архитектура GPU | Периферия                                                                       | Анонс |
| -------- | ---------- | ----------------------------------------- | --------------- | ------------------------------------------------------------------------------- | ----- |
| MT8581   | 28 нм      | 4x Cortex-A53 1,3 ГГц                     | Mali-T860 MP2   | H.264 (AVC) и H.265 (HEVC), VP-8, VP-9                                          | 2016  |
| MT8685   | 28 нм      | 4x Cortex-A7 1,5 ГГц                      | Mali-450 MP4    | Wi-Fi (2,4/5 ГГц) 802.11a/b/g/n/ac, Bluetooth, H.264 (AVC) и H.265 (HEVC), VP-8 | 2016  |
| MT8693   | 28 нм      | 2x Cortex-A72 2 ГГц 4х Cortex-A53 1,8 ГГц | PowerVR GX6250  | Wi-Fi (2,4/5 ГГц) 802.11a/b/g/n/ac, Bluetooth, H.264 (AVC) и H.265 (HEVC)       | 2016  |
| MT8695   | 12 нм      | 4х Cortex-A53 1,7 ГГц                     | PowerVR GE8300  | Wi-Fi (2,4/5 ГГц) 802.11a/b/g/n/ac, Bluetooth, H.264 (AVC) и H.265 (HEVC)       | 2018  |
| MT8696   | 12 нм      | 4х Cortex-A53 1,8 ГГц                     | PowerVR GE9215  | Wi-Fi (2,4/5 ГГц) 802.11a/b/g/n/ac, Bluetooth, H.264 (AVC) и H.265 (HEVC)       | 2021  |

### GPS-чипы
- MT6620 — Bluetooth, FM-приемник и передатчик
- MT6628Q — Wi-Fi (802.11 b/g/n), Bluetooth (3.0+HS и 4.0), GPS/QZSS/SBAS и FM-приемник с поддержкой RDS
- MT6628T — Wi-Fi (802.11 b/g/n), Bluetooth (3.0+HS и 4.0) и FM-приемник с поддержкой RDS
- MT3339 (2011)
- MT3326
- MT3337
- MT3336
- MT3333/MT3332 (2013) Поддерживает работу с GPS+Глонасс (или Galileo)
- MT3329/MT3339 (2013) Только GPS
- MT3328